# Ludwik Kreja
Ludwik Jan Kreja (ur. 24 sierpnia 1935 w Skórczu, zm. 3 października 2019 w Toruniu) – polski chemik, dr hab., profesor i prodziekan Wydziału Chemii Uniwersytetu Mikołaja Kopernika w Toruniu.

## Życiorys
Syn Józefa i Anny. Studiował na  Uniwersytecie Mikołaja Kopernika w Toruniu, następnie uzyskał doktorat, a potem  habilitował się na podstawie dorobku naukowego i pracy zatytułowanej Katalizatory elektrochemicznego utleniania i redukcji dla ogniw paliwowych wodorowo-tlenowych z elektrolitem kwaśnym. W 1991 nadano mu tytuł profesora nadzwyczajnego.
Pracował na stanowisku profesora, a także piastował funkcję prodziekana na Wydziale Chemii Uniwersytetu Mikołaja Kopernika w Toruniu.

## Odznaczenia
- Medal za zasługi położone dla rozwoju Uczelni[1]
- Złoty Krzyż Zasługi[1]
- Krzyż Kawalerski Orderu Odrodzenia Polski[1] (2005)[5]
- Medal Komisji Edukacji Narodowej[1]